# Scott Severin
Scott Severin (ur. 15 lutego 1979 w Stirling) – szkocki piłkarz występujący na pozycji obrońcy. Zawodnik klubu Dundee United, do którego trafił latem 2010 roku. Ma na koncie 15 spotkań w reprezentacji Szkocji, w której zadebiutował w 2001 roku.